# Stawy Wielikąt i Las Tworkowski
Stawy Wielikąt i Las Tworkowski este o arie protejată (arie de protecție specială avifaunistică — SPA) din Polonia întinsă pe o suprafață de 914,49 ha, integral pe uscat.

## Localizare
Centrul sitului Stawy Wielikąt i Las Tworkowski este situat la coordonatele 50°01′07″N 18°18′04″E / 50.0187°N 18.3012°E.

## Înființare
Situl Stawy Wielikąt i Las Tworkowski a fost declarat arie de protecție specială avifaunistică în noiembrie 2008 pentru a proteja 27 de specii de animale.

## Biodiversitate
Situată în ecoregiunea continentală, aria protejată nu include niciun habitat protejat.
La baza desemnării sitului se află mai multe specii protejate de  păsări (27): pescăruș albastru (Alcedo atthis), rață pestriță (Anas strepera), rață roșie (Aythya nyroca), buhai de baltă (Botaurus stellaris), barză albă (Ciconia ciconia), barză neagră (Ciconia nigra), erete de stuf (Circus aeruginosus), lebădă de iarnă (Cygnus cygnus), ciocănitoarea de stejar (Dendrocopos medius), ciocănitoare neagră (Dryocopus martius), egretă albă (Egretta alba), muscar-gulerat (Ficedula albicollis), codalb (Haliaeetus albicilla), stârc pitic (Ixobrychus minutus), sfrâncioc roșiatic (Lanius collurio), pescăruș-cu-cap-negru (Larus melanocephalus), pescăruș mic (Larus minutus), sitar de mâl (Limosa limosa), gușă albastră (Luscinia svecica), rață cu ciuf (Netta rufina), bătăuș (Philomachus pugnax), ciocănitoare verzuie (Picus canus), ploier auriu (Pluvialis apricaria), corcodel mare (Podiceps cristatus), cresteț cenușiu (Porzana parva), cresteț pestriț (Porzana porzana), chiră de baltă (Sterna hirundo).